# Камень (Романовский район)
Ка́мень (укр. Камінь) — село на Украине, основано в 1585 году, находится в Романовском районе Житомирской области.
Население по переписи 2001 года составляет 854 человека. Почтовый индекс — 13040. Телефонный код — 4146. Занимает площадь 257,7 км².

### Адрес местного совета
13040, Житомирская область, Романовский р-н, с.Камень, ул.Небесной сотни, 42

### Поселения трипольской культуры
Местность, на которой расположен камень, была заселена в древности. В окрестностях Каменя и Гордеевки обнаружено поселение трипольской культуры (III тысячелетия до н. Э.). Во время земляных работ часто находят кремнёвые орудия труда того времени.

### Первое упоминание
Впервые село упоминается в документах за 1585, когда киевский воевода К. Острожский подарил его вместе с Чудновом и 45 другими населенными пунктами своей невестке княгини Сусанне. 1650 в Камене насчитывалось 4 дымы и 20 человек населения. Село принадлежало уже К. Корицком. После Андрусовского соглашения 1667, по которому Правобережная Украина осталась под Польшей, еще больше усилился социальный и национально-религиозный гнет.

### Воссоединение с Россией
В 1793 году село в составе Правобережной Украины было воссоединено с Россией и вошло к Романовской волости Новоград-Волынского уезда Волынской губернии в нем насчитывалось тогда 58 дворов и 381 человек населения, в них 356 крепостных.

### Крепостничество
В течение многих лет Камень принадлежал разным помещикам, в 1811 году одна его часть стала собственностью графа Лося, а вторая с 1839 года помещика Александровича. Крепостные должны были отрабатывать барщину и платить оброк. Сначала они работали два дня в неделю зимой и три дня летом. Кроме того, платили оброк. Уже в 30-40 гг. XIX в. отработка составил 194 дня в году. Регламентация барщины по инвентарным правилам 1847 - 1848 г. Не изменила положения крестьян, помещики не соблюдали правил и барщину устанавливали по своему усмотрению к тому же, они искусственно уменьшали крестьянские наделы. В обеих частях села наделы были уменьшены на 205 десятин против определенных инвентарными правилами. Как и в других помещичьих имениях, в Камене широко применялись т. н. уроки. Женщины и подростки пряли, ткали полотно, собирали грибы, ягоды, трепали лен и тому подобное.

### Образование и медицина во времена крепостного права
Лечебного учреждения в селе не было. Не было и лавки для продажи товаров первой необходимости. Крепостники держали трудящихся в невежестве. Об образовании никто не заботился. Лишь в 1860 году в селе открыт приходскую школу, в которой обучалось 15 учеников, школа находилась в бедной хижине из двух комнат. В одной из них учились дети. А во второй жил учитель. Заканчивало школу на больше трех-четырех учеников.

### Реформа 1861 года
Реформа 1861 года мало изменила экономическое положение крестьян. В той Части Каменя, принадлежавшей помещику Лосю, крестьянам переходило 364 Дестини земли, за которую они ежегодно в течение 49 лет должны были платить 364 руб. 55 коп. В части Александровича выкупа подлежало 398 десятин. За них крестьяне должны были платить ежегодно в течение того же срока 584 руб. 83 коп. Крестьян оставили без леса и заставили «добровольно» отказаться от сенокоса. В уставной грамоте говорилось: «по добровольному согласию все крестьяне отказались навсегда от сенокосов, входящих в основной надела, расположенного среди барских лесов». Крестьянам запрещалось охотиться, ловить рыбу, собирать грибы и ягоды и заниматься винокурением. "Все доходные статьи, что существуют и в дальнейшем могут быть открыты,

### Строительство железной дороги, миграция в города
Развитие капиталистических отношений в пореформенный период отмечен в определенной степени и на Камене. В связи с развитием сахарного производства пощикы начали сдавать свои земли в аренду под посевы сахарной свеклы. В конце XIX в. земли Каменя купил сахарозаводчик Терещенко. Не имея ничего, кроме своих рук, беднота оставляла насажены места и шла на поиски работы в города. Значительная часть крестьян работала на строительстве железной дороги Бердичев-Шепетовка, которое началось 1869. Открытие в 1872 году движения по железной дороге, пролегающей в 3 км от села, улучшило связи Каменя с окружающими городами и городками, в частности с Мирополе, Бердичевом и Шепетовкой. В результате усилился отток рабочей силы из деревни.